# Witheringia
Witheringia es un género de plantas en la familia de las Solanáceas con 99 especies que se distribuyen por regiones neotropicales.

## Especies seleccionadas
- Witheringia acuminata
- Witheringia acutifolia
- Witheringia affinis